# Университет „Якобс“ в Бремен
Университет „Якобс“ (на немски: Jacobs University Bremen) е частен университет в град Бремен, Германия. Университетът, съсредоточен в научни изследвания, е основан през 1998 г.
Езикът на преподаване е английски. Като организация институцията обединява американските и европейските стандарти в образованието, като се преподава по американска 4-годишна програма, но студентите завършват бакалавърска степен за 3 г. като германските бакалаври. Университетът се гордее с „интердисциплинарния“ си подход към обучението, който дава на студентите му преимуществото да са компетентни не само в тясната област на специализацията си. „Якобс“ е сред растящия брой частни образователни институции в Германия, които работят извън сферата на общественото образование в страната.
За краткото си съществуване институцията е успяла да си създаде име в световните научни среди като отличен център за образование и научноизследователска дейност, най-вече заради стриктния подбор на студентите, които се приемат всяка година. Там се обучават около 1100 души от около 90 държави. Този брой включва студенти, следващи за бакалавърска и магистърска степени, както и докторанти.
Много от научните ръководители са от различни части на света с международни връзки, както в научните среди, така и в организациите, които финансират дейността им. Отличава се с разнообразна етническа общност сред немските образователни институции.
Университетът участва в партньорски програми за обмен на студенти с Universidad de Murcia, Испания, Rice University, Washington State University, Carnegie Mellon University, Lafayette College в САЩ и University of Johannesburg в РЮА.
„Якобс“ е акредитиран на национално ниво от провинция Бремен и Федералния академичен съвет (Wissenschaftsrat), като бакалавърските програми притежават акредитация и от ACQUIN – независима германска акредитационна агенция.

## История
Университетът е основан през 1999 г. като Международен университет Бремен (International University Bremen, IUB). През 2007 г. институцията сменя името си на Университет „Якобс“ Бремен (Jacobs University Bremen – употребата на съкращението JUB не се толерира от администрацията) в резултат на крупно дарение от швейцарската фондация „Якобс“, обявено на 1 ноември 2006 г.
Първоначалното институцията е създадена в партньорство от провинция Бремен, Държавния университет на Бремен и Университета „Райс“ в САЩ (Rice University). Подобно на американските университети „Якобс“ е организиран в кампус на мястото на бивша казарма, използвана от Вермахта по време на Втората световна война, от американската армия по време на окупацията на Германия след войната и от Бундесвера до началото на 1990-те г.

## Бакалавърски програми (majors)

### Факултет по хуманитарни и социални науки
Бакалавър на изкуствата (Bachelor of Arts, BA) във Факултета по хуманитарни и социални науки (School of Humanities and Social Sciences):
- Източно- и западноазиатска история (East and West Asian History)
- Сравнителна литература и култура (Comparative Literature and Culture)
- История (History)
- История и теория на изкуството и литературата (History and Theory of Art and Literature)
- Мениджмънт в международната логистика (International Logistics Management)
- Интегрирани социална и познавателна психология (Integrated Social and Cognitive Psychology)
- Интегрирани социални науки (Integrated Social Sciences)
- Интеркултурални взаимоотношения и поведение (Intercultural Relations and Behaviour)
- Международни отношения (International Politics and History)
- Литература и нови медии (Literature and New Media)

### Факултет по инженерни и естествени науки
Бакалавър на науките (Bachelor of Science, BSc) във Факултета по инженерни и естествени науки (School of Engineering and Sciences):
- Биохимично инженерство (Biochemical Engineering)
- Биохимия и клетъчна биология (Biochemistry and Cell Biology)
- Биоинформатика и изчислителна биология (Bioinformatics and Computational Biology)
- Биология и невробиология (Biology and Neuroscience)
- Химия (Chemistry)
- Приложна математика (Computational Science)
- Електро и компютърно инженерство (Electrical and Computer Engineering)
- Електро инженерство и информатика (Electrical Engineering and Computer Science)
- Международна логистика (International Logistics)
- Информатика (Computer Science)
- Науки за Космоса и Земята (Earth and Space Sciences)
- Математика (Mathematics)
- Физика (Physics)

За постигане на „интердисциплинарност“ на подготовката студентите посещават курсове, организирани съвместно от двата факултета, както и курсове, които са изцяло извън специалността на студента – както от същия факултет, така и от другия.

## Научни съоръжения
В кампуса се намират 5 сгради с офиси и кабинети на изследователите в университета, както и 4 специализирани сгради с лаборатории, вкл. за морски изследвания. Модерна библиотека с многобройни абонаменти за реномирани научни издания предлага множество източници на информация за всеки заинтересован.

## Общежития
Към момента университетът разполага с 3 общежития, наречени колежи. По реда на създаването им те се казват „Круп“, „Меркатор“ и „Колидж 3“ (Krupp, Mercator, College III). Почти всички студенти, следващи за бакалавърска степен, живеят в тези 3 сгради. В строеж e 4-то общежитие във връзка с планираното увеличение на броя на студентите, като се очаква да приеме първите си жители в началото на есенния семестър на 2010 г.
„Круп“ и „Меркатор“ са наречени съответно на фондациите, дарили средства за създаването им. Те са дом на по около 200 студенти. „Колидж 3“ е най-големият от трите и подслонява около 240 души. Говори се, че местната пивоварна „Бекс“ е имала намерение да финансира изграждането и обзавеждането му, но управителният съвет на IUB решава, че „Бекс Колидж“ е непедагогично име за студентско общежитие.

## Свободно време
Студентите и преподавателите в университета имат възможност да използват оборудвана фитнес-зала, 2 спортни зали, футболно игрище, баскетболно игрище, тенис-кортове, кино, бар и нощен клуб, зала за купони, християнски, мюсюлмански и будистки кътове в бивша църква, кафене.